# ディズニー・フェアリーテイル・ウェディング
- ディズニーパーク > 東京ディズニーリゾート > ディズニーホテル
  - ディズニーアンバサダーホテル > ディズニー・フェアリーテイル・ウェディング
  - 東京ディズニーシー・ホテルミラコスタ > ディズニー・フェアリーテイル・ウェディング
  - 東京ディズニーランドホテル > ディズニー・フェアリーテイル・ウェディング

ディズニー・フェアリーテイル・ウェディング（Disney's Fairy Tale Weddings、略称:FTW）とは、ディズニーホテル、東京ディズニーランド、東京ディズニーシーで行う婚礼プログラムの総称。ディズニーのプリンセス・プリンスをモチーフにした衣装や、ディズニーキャラクターを披露宴に登場させることができるなど、ディズニーの世界観に入り込めるようなプランが用意されている。

## 概要
2021年6月現在の挙式、披露宴およびオプションプランは以下の通り。

### ディズニーアンバサダーホテル
披露宴プラン
ザ・ハピエスト・デイ 〜シェア・ウィズ・ミッキー&フレンズ〜
ディズニーキャラクターが登場するプラン。当日の出演だけでなく、準備期間にも「お手伝い」のために登場する。
ディズニー・セレブレーション・ウェディング
フルオーダーのプランとなり、好みのプログラムを組み立てることができる。
ディズニー・スウィートハート・ウェディング
2名〜24名の少人数向けのプラン。
挙式
ウェディングセレモニー
ローズチャペルで行う挙式。ミッキーマウス・ミニーマウスまたはドナルドダック・デイジーダックが結婚誓約書にサインを行う。
オプション
エンチャンテッドローズフォト
2021年9月1日より開始。
東京ディズニーランドの『美女と野獣』エリアでのフォトセッション。
キャッスルフォト・イン・ファンタジーランド
東京ディズニーランドのシンデレラ城を背景としたフォトセッション。
ディズニーの仲間たちとのライブエンターテイメント
中座中や余興としてライブエンターテイメントを実施。
中座中はプルートとカメラマンがゲストからビデオメッセージを撮って回る、余興は過去にパークで公演されたエンターテイメントを実施。
ウェディンググリーティング・フロム・ディズニーフレンズ
ディズニーの仲間たちによるケーキ入刀の手伝い。

### 東京ディズニーシー・ホテルミラコスタ
披露宴プラン
ミラコスタ・ウェディング・ディズニー・ディ・クオーレ
ディズニーキャラクターが登場するプラン。
ミラコスタ・ウェディング・トラディツィオナーレ
フルオーダーのプランとなり、好みのプログラムを組み立てることができる。
ミラコスタ・ウェディング・ロマンティコ
10名〜30名の少人数向けのプラン。
挙式
チェリモーニア・イン・チャペル・ミラコスタ
チャペル・ミラコスタで行う挙式。ポルト・パラディーゾの市長が司式者を務める人前式と、キリスト教式の2つのスタイルから選ぶことができる。
オプションプラン
フォトグラフィア・イン・メディテレーニアンハーバー
開園前の東京ディズニーシーのメディテレーニアンハーバーでの記念撮影
セレナータ・イン・ヴェネツィアン・ゴンドラ
挙式の後にヴェネツィアン・ゴンドラに乗り、メディテレーニアンハーバーでの船旅が楽しめる。
"アウグーリ!"グリーティングおよびディズニーキャラクターウェルカム
ディズニーキャラクターを呼び、ケーキ入刀や結婚誓約書の手伝いをしてもらえる。

### 東京ディズニーランド シンデレラ城
東京ディズニーランド、および東京ディズニーランドホテルでは、下記のプランが用意されている。
ディズニー・ロイヤルドリーム・ウェディング
2012年9月28日より開始。
2023年3月31日実施分をもって終了。
バンドに先導されながらシンデレラ城へ向かい、場内のボールルームで挙式を行うプラン。挙式の後はプラザを行進し、東京ディズニーランドホテルでの披露宴へ向かう。
利用可能日が限定されており、1日1組限定となる。